# Corton (vino)
Il Corton è un vino francese di Appellation d'origine contrôlée (AOC) di vigneto Grand Cru della Côte de Beaune in Borgogna.

## Caratteristiche

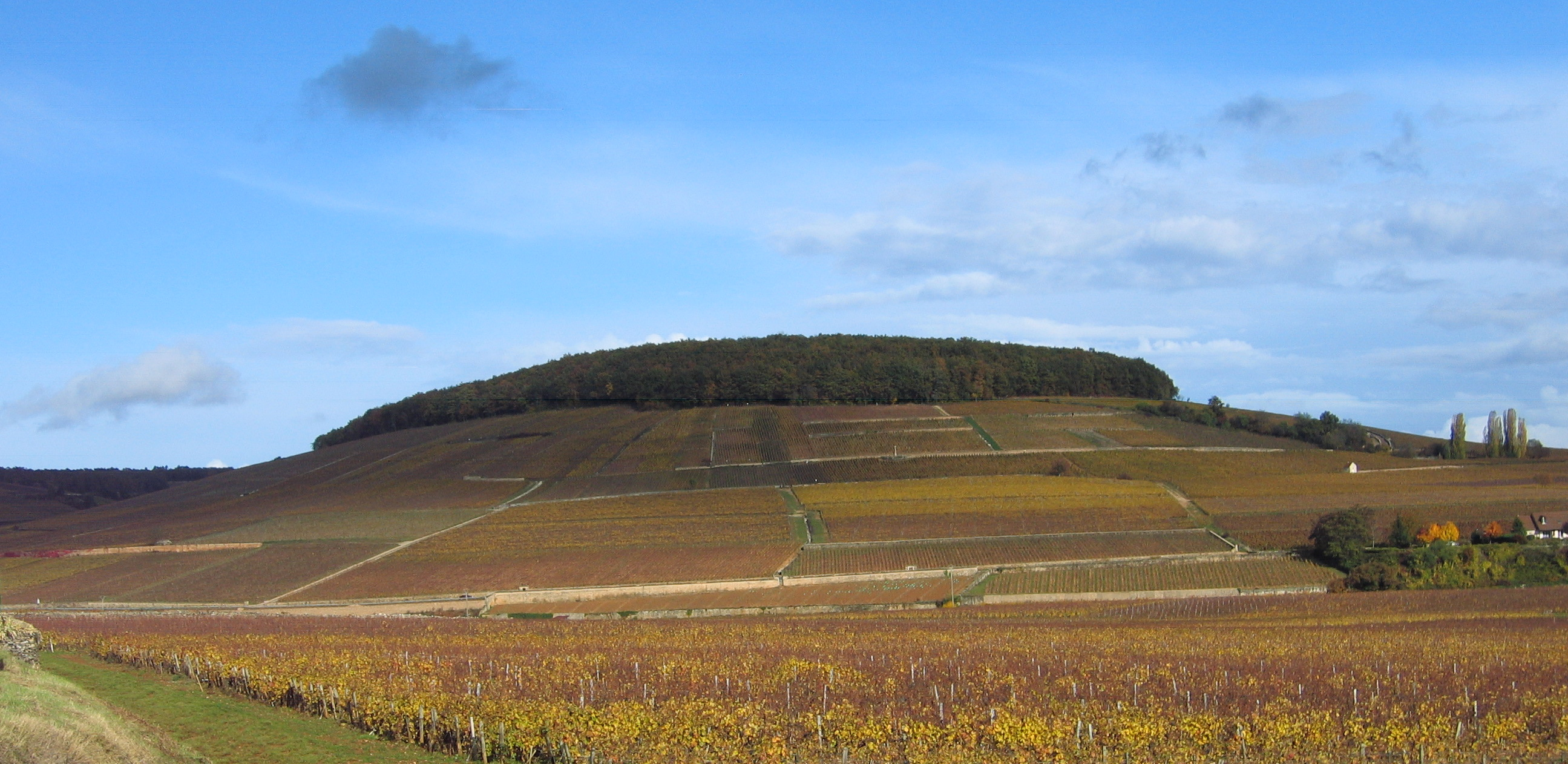
La collina vista da Sud-ovest

Il Corton viene prodotto su una collina condivisa da tre comuni:Aloxe-Corton, Pernand-Vergelesses e Ladoix. La denominazione copre le parti inferiori della collina di Corton e comprende diversi nomi di vigneti subordinati.
I vini Corton sono per la maggior parte vini rossi fatti da un vitigno di Pinot nero, una piccola quantità di vino bianco invece viene prodotta con Chardonnay.
Vengono prodotte circa 500000 bottiglie all'anno.
La denominazione Corton è l'unica denominazione Grand Cru della Côte de Beaune per il vino rosso ed è il più grande Grand Cru della Borgogna.

## Località
Il Corton AOC si trova nelle seguenti località (Lieu-dit):
In Aloxe-Corton:
| - Les Pougets - Les Languettes - Le Corton - Les Renardes - Les Grèves - Le Clos du Roi | - Les Chaumes - Les Perrières - Les Bressandes - Les Paulands - Les Maréchaudes | - Les Fiètres - Le Meix Lallemand - Clos des Meix - Les Combes - La Vigne au Saint |

In Ladoix-Serrigny:
| - Le Rognet et Corton - Clos des Cortons Faiveley - Les Moutottes | - Les Carrières - Basses Mourottes - Hautes Mourottes | - Les Vergennes - Les Grandes Lolières - La Toppe au Vert |

In Pernand-Vergelesses:
| - ïle des Vergelesses - Les Basses Vergelesses - les Fichots | - Creux de la Net - En Caradeux | - Les Plantes des Champs et Combottes - Sous Les Clos Berthet |